# M-komponent

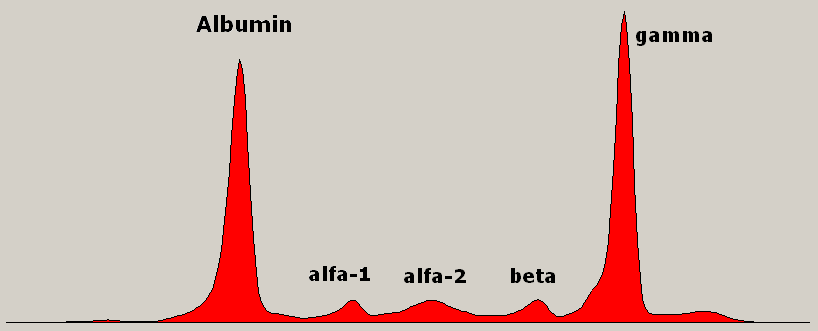
Proteinelektrofores hos patient med myelom som visar en M-komponent (grafens gammaområde).

En M-komponent, eller paraprotein, är monoklonala immunoglobuliner, alltså identiska antikroppar som tillverkats av en och samma B-cell. Dessa paraproteiner kan förekomma i mycket hög koncentration i blodet hos patienter som lider av de maligna sjukdomarna myelom och makroglobulinemi. Detta tillstånd av onormalt höga koncentrationer av M-komponenter kallas paraproteinemi. 
M-komponenten var en av de första markörerna för att hitta maligna sjukdomar.  De flesta paraproteiner kan detekteras genom att använda metoden plasmaelektrofores (plasmaproteinfraktionering) där proteiner separeras utifrån sin laddning. Genom metoden fås ett skarpt och tydligt avgränsat band på samma längdavstånd som utgörs av antikropparna. Antikropparna har nämligen alla ungefär samma storlek och uttrycks dessutom i stor mängd. Den elektroforetiska undersökningen kan kompletteras med immunfixation vilken kan bidra med att avgöra vilken immunglobulinklass (IgG, IgA, IgM etc) som M-komponenten tillhör.
M-komponenten orsakas av att en enskild B-cell börjar producera de identiska immunoglobulinmolekylerna. Paraproteinet bidrar ofta till en kraftigt förhöjd sänkningsreaktion hos blodet kallat sänka